# Rauiella lagoensis
Rauiella lagoensis là một loài Rêu trong họ Thuidiaceae. Loài này được (Hampe) W.R. Buck miêu tả khoa học đầu tiên năm 1991.